# سادن (اسم)
سادن هو اسم علم مذكر من أصل عربي، ومعناه هو خادم المعبد ولاسيما الكعبة المشرفة، من الفعل سدن خدم الكعبة.

## وصلات خارجية
- موسوعة السلطان قابوس لأسماء العرب نسخة محفوظة 5 أبريل 2019 على موقع واي باك مشين.